# Cautethia carsusi
Cautethia carsusi Haxaire & Schmit, 2001 è un lepidottero appartenente alla famiglia Sphingidae, endemico della Repubblica Dominicana.

## Descrizione

### Adulto
Le informazioni relative a questa specie sono esigue, e va segnalato che essa non viene riportata in molti elenchi di Sfingidi.

L'ala anteriore ricorda da vicino quella di C. grotei grotei. L'ala posteriore ha una campitura gialla-arancio nella parte prossimale, e marroncina in quella distale.

Nel genitale maschile, il saccus è arrotondato e molto più ridotto che non in C. noctuiformis noctuiformis. L'uncus e lo gnathos hanno più o meno le stesse dimensioni, ma mentre il primo è lievemente ricurvo, il secondo è più marcatamente arcuato, e provvisto di minuscoli dentelli. Le valve sono allungate. L'edeago è dentato, caso unico all'interno del genere.

Questa falena ha le dimensioni maggiori tra i membri del genere Cautethia, raggiungendo un'apertura alare di 205 mm nelle femmine, e di 195 mm nei maschi.

### Larva
Dati non disponibili.

### Pupa
Dati non disponibili.

## Distribuzione e habitat
L'areale di questa specie si limita alla Repubblica Dominicana.

## Biologia
Durante l'accoppiamento, le femmine richiamano i maschi grazie ad un feromone rilasciato da una ghiandola, posta all'estremità addominale.

### Periodo di volo
Dati non disponibili.

### Alimentazione
Dati non disponibili.

## Tassonomia

### Sottospecie
Non sono state descritte sottospecie.

### Sinonimi
Non sono stati riportati sinonimi.